# Jürgen A. E. Meyer
Jürgen Adolf Ernst Meyer (* 20. Oktober 1937 in Memel; † 21. Oktober 1989 in Bremen) war ein deutscher  Rechtswissenschaftler.

## Leben
Nach der Flucht und Vertreibung Deutscher aus Mittel- und Osteuropa 1945–1950 wurden Meyer, seine Mutter und seine Großeltern im Sommer 1945 als Flüchtlinge in Schleswig-Holstein aufgenommen. Sein Vater, ein Memeler Kaufmann, war im Zweiten Weltkrieg gefallen. In der schweren Nachkriegszeit in Deutschland ermöglichte ihm seine Mutter den Besuch des humanistischen Gymnasiums in Rendsburg. Er wählte die Sprachen Latein, Griechisch und Hebräisch. Schon in der Schule fiel seine hervorragende rhetorische Begabung auf. Nach dem Abitur 1957 studierte er an der Christian-Albrechts-Universität zu Kiel Rechtswissenschaft. Seit 1958 Mitglied des Kieler Corps Palaiomarchia-Masovia und ausgezeichneter Senior und Consenior, war er zeitlebens ein überzeugter und begeisterter Corpsstudent.  Schon im Studium beschäftigte ihn der Begriff „Gerechtigkeit“. Nach zwei Semestern an der Rheinischen Friedrich-Wilhelms-Universität Bonn bestand er 1962 am Schleswig-Holsteinischen Oberlandesgericht die Erste Juristische Staatsprüfung. Während des Referendariats in Schleswig-Holstein schrieb er seine Doktorarbeit, mit der er 1970 zum Dr. iur. promoviert wurde.
Nachdem er 1966 die Zweite Juristische Staatsprüfung am Hanseatischen Oberlandesgericht bestanden hatte, wurde er wissenschaftlicher Assistent am Institut für Arbeits- und Sozialrecht der CAU. Als der Lehrstuhlinhaber Alfred Söllner 1970 den Ruf an die Justus-Liebig-Universität Gießen annahm, folgten ihm Meyer und sein Corpsbruder Heiko Menke. Mit der ihm eigenen Eloquenz unterstützte Meyer im Konvent und bei anderen Gelegenheiten die reformerischen Ziele der 68er-Bewegung. 1974 wurde er von der Universität Bremen als Professor für Arbeitsrecht, Sozialrecht und Rechtsgeschichte berufen. Hier setzte er seine Arbeit in der Hochschulpolitik fort. Mit hohem Einsatz förderte er das Experiment der Einstufigen Juristenausbildung. Von 1982 bis 1984 war er Konrektor der Universität. Als solcher war er maßgeblich an der Gestaltung des Kooperationsvertrages mit der University of Pune in Indien beteiligt. Zugleich war er Rechtsanwalt in Bremen.

„Jürgen Meyers Engagement für die »Mühseligen und Beladenen« einerseits und um Aufklärung und Wissensvermittlung andererseits war jedoch keineswegs auf den akademischen Bereich beschränkt. Er wirkte in zahlreichen Seminaren der Bremer Arbeitnehmerkammern für Arbeitnehmer, Arbeitslose und Behinderte mit, und damit nicht genug; er stellte sich den Teilnehmern über die Seminare hinaus mit Rat und Tat – in Form von Prozeßvertretungen vor Arbeits- und Sozialgerichten – zur Verfügung. Wo – und weil – er Unrecht erkannte, engagierte er sich und motivierte die Betroffenen zur Durchsetzung ihrer individuellen wie kollektiven Interessen.“

An Zeit und Seele leidend, verfiel er der Alkoholkrankheit. Er starb am Tag nach seinem 52. Geburtstag an blutenden Ösophagusvarizen. Er hinterließ seine zweite Frau Gisela, die er ein Jahr vor seinem Tod geheiratet hatte, und einen Stiefsohn. Beerdigt ist er auf dem Riensberger Friedhof. Die Grabrede hielt sein Rendsburger Schulfreund und Kommilitone, der Arbeitsrechtler Jörn-Heiko Körnich.

## Werke
- Handelsvertreterrecht. Forkel, Stuttgart / Wiesbaden 1978, ISBN 3-7719-6136-X.
- Sozialgerichtsprotokolle. Luchterhand, Neuwied 1981, ISBN 3-472-08020-5 (= Demokratie und Rechtsstaat, Band 49).